# Łęgi Chodowickie
Zasugerowano, aby zintegrować ten artykuł z artykułem Łuh (rejon stryjski). Nie opisano powodu propozycji integracji.
Łęgi Chodowickie (ukr. Луг) – wieś na Ukrainie w rejonie stryjskim obwodu lwowskiego. Razem z Łęgami Lisiatyckimi tworzą obecnie wieś Луг.

## Historia
Pod koniec XIX w. wieś w powiecie stryjskim.